# Jeronimus Spengler
Jeronimus Spengler (auch Hieronymus Spengler; * 1589 vermutlich in Konstanz; † 1635 in Konstanz) war ein deutscher Glasmaler schweizerischer Abstammung.

## Leben

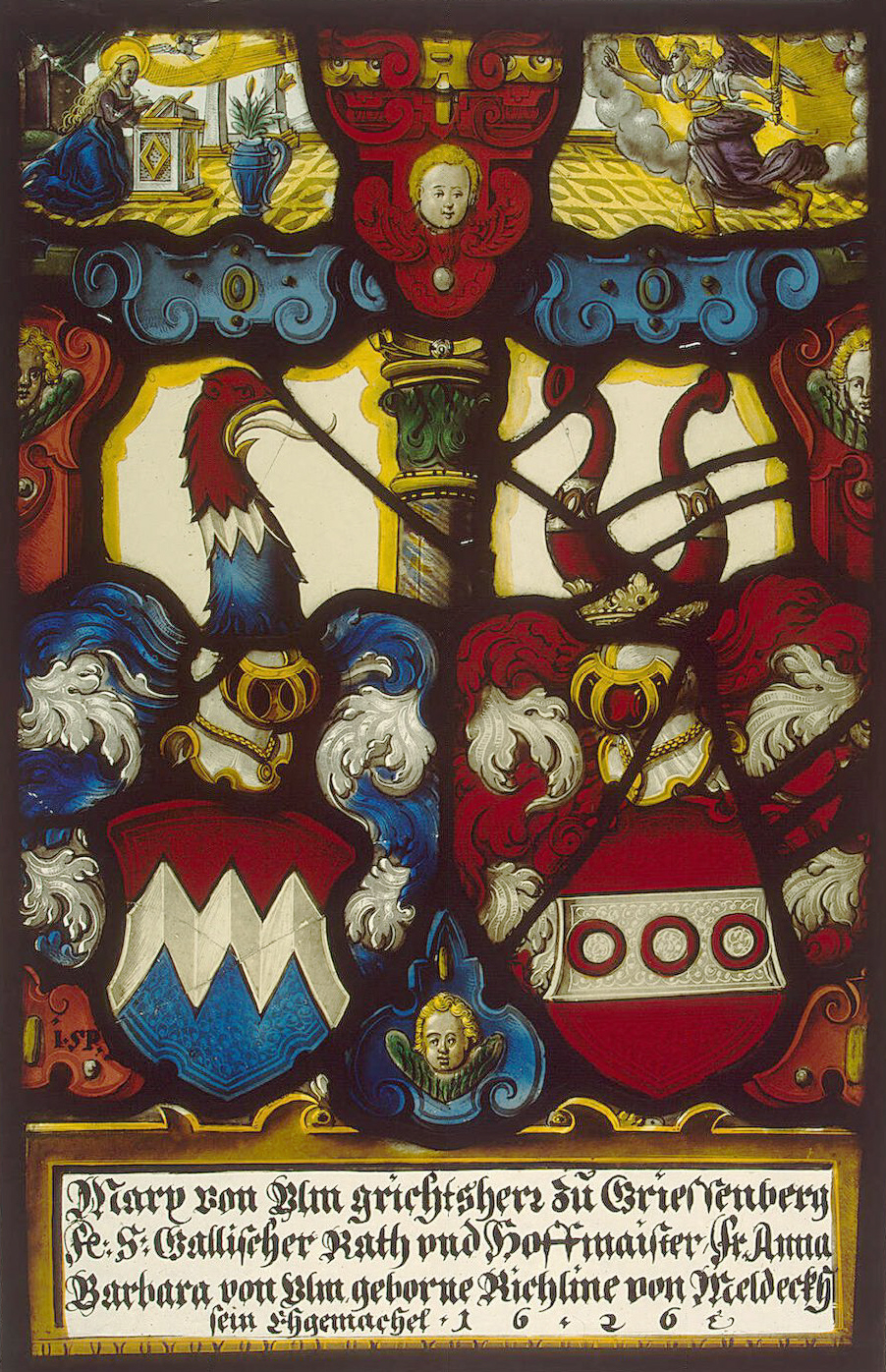
Jeronimus Spengler: Wappenscheibe mit dem Allianzwappen Ulm-Reichlin von Meldegg, 1626

Jeronimus (Hieronymus) Spengler, war der Sohn des Caspar Spengler (1553–1604) aus St. Gallen. Der Vater war selbst auch Glasmaler und zog 1582 nach Konstanz, wo er eine Werkstatt eröffnete. Jeronimus folgte bei der Berufswahl seinem Vater, von seiner Wanderzeit als Geselle ist bekannt, dass er 1606 nach Freiburg im Breisgau kam, wo er in der Werkstatt des Glasmalers Matthäus Federer (1575–1604) tätig war. Im Jahr 1611 kehrte er nach Konstanz zurück, wo er 1612 auch sein Meisterstück ablieferte. Bekannt ist auch, dass er im Jahr 1613 seine Bürgerrechte in Konstanz erneuerte. Erzherzog Maximilian III. von Österreich rief ihn 1615 nach Innsbruck, wo er für die Hofkirche Glasgemälde anfertigen und jene in der Heiligkreuzkirche ausbessern sollte. Ab 1616 war er wieder in und um Konstanz tätig.
Im Jahr 1635 verstarb er in Konstanz. Zu der Konstanzer Familie Spengler zählen die Glasmaler Johann Wolfgang Spengler (1624–1685) und Johann Georg Spengler (1660–1737).

## Werke
Jeronimus Spengler, der seine Werke mit I.SP signierte, war eher für private Kundschaft tätig und oft auf Wanderschaft. Da die Familie Spengler fünf Generationen von Glasmalern hervorbrachte und die einzelnen Mitglieder mit ihren Initialen recht freigiebig umgingen, ist es oft schwierig, ein Werk einem bestimmten Glasmaler aus der Familie zuzuordnen.
Neben dem Auftrag für die Hofkirche in Innsbruck, sind noch zwei städtische Aufträge Jeronimus Spenglers von 1616 und 1617 in Konstanz bekannt. Auch für das Kloster Wettingen fertigte er 1611 eine Scheibe, und 1630 eine für die Pfarrkirche Mellingen, die in situ erhalten ist. Daneben finden sich in Museen viele Exponate mit seinen Initialen, bei welchen es aber oft schwer ist, sie ihm wirklich zuordnen zu können.
Neben der Tätigkeit als Glasmaler, fertigte er in Konstanz auch Gerichtsdarstellungen an.